# فیزولیو
فیزولیو (به ایتالیایی: Feisoglio) یک کومونه در ایتالیا است که در استان کونیو واقع شده‌است.

## خصوصیات
فیزولیو ۷٫۴ کیلومترمربع مساحت و ۳۸۳ نفر جمعیت دارد.